# Teruel
Teruel város Spanyolországban, Aragóniában, Teruel tartomány fővárosa. A mudéjar stílus fővárosa (Capital del Mudéjar). Lakosainak száma 2011-ben 35 288 fő volt.

## Fekvése
Spanyolország középkeleti részén, Teruel tartományban található, a Guadalaviar és az  Alfambra folyók találkozásánál. Tengerszint feletti magassága  915 m. Időjárását a hideg tél és a meleg, száraz tavasz jellemzi.

## Nevezetességek
Belvárosát az UNESCO 1986-ban a világörökség részének nyilvánította. Itt található többek között a 16. századi Los Arcos vízvezeték is.
A város különösen ismert a terueli sonkáról (spanyolul: jamón de Teruel), amelynek neve elismert földrajzi árujelző. Másik nevezetesség a terueli szerelmesek története.

## Képek

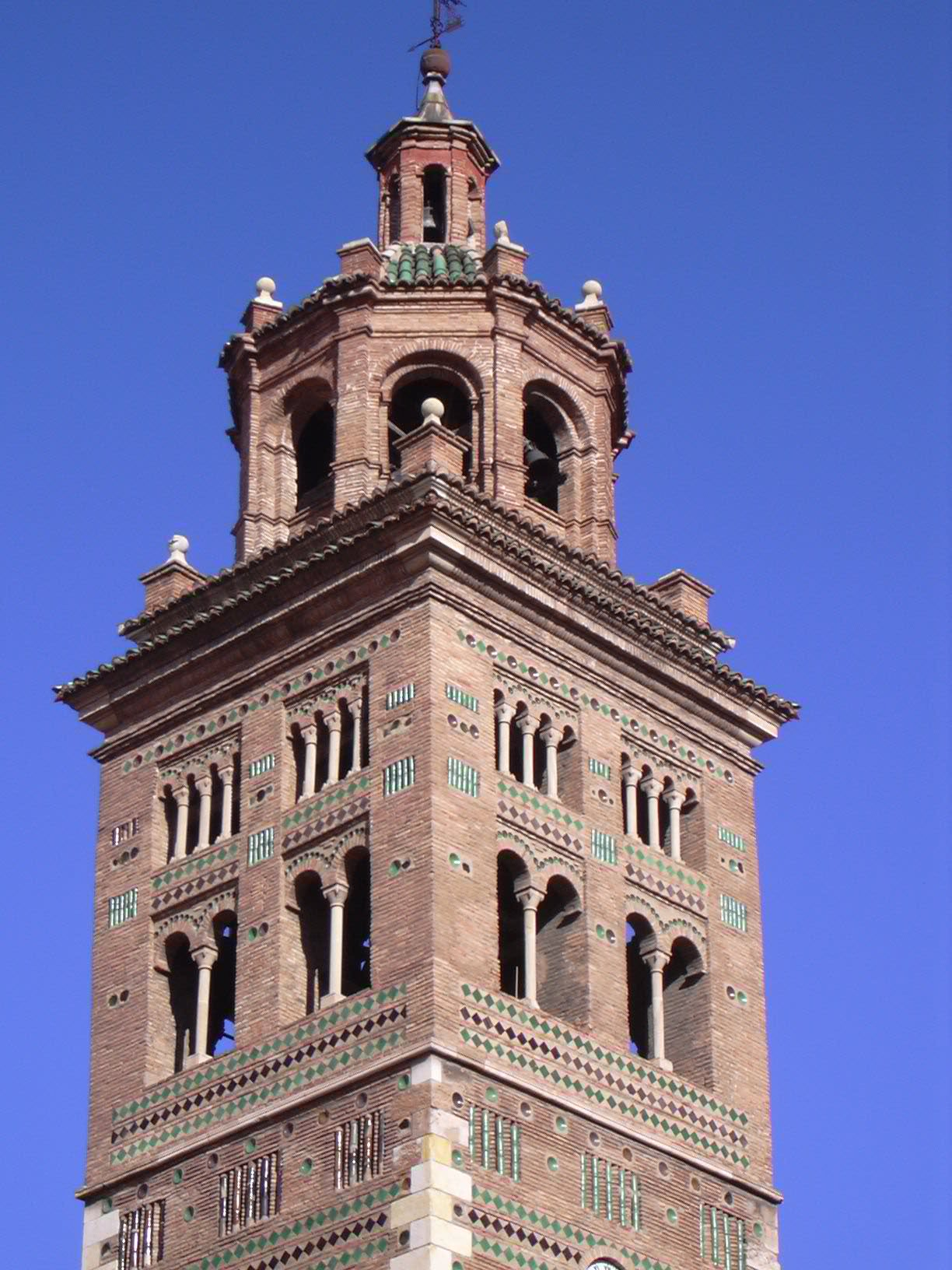
Teruel: A Száz Mária-templom tornya, egyike Aragónia mudéjar stílusú építészeti emlékeinek
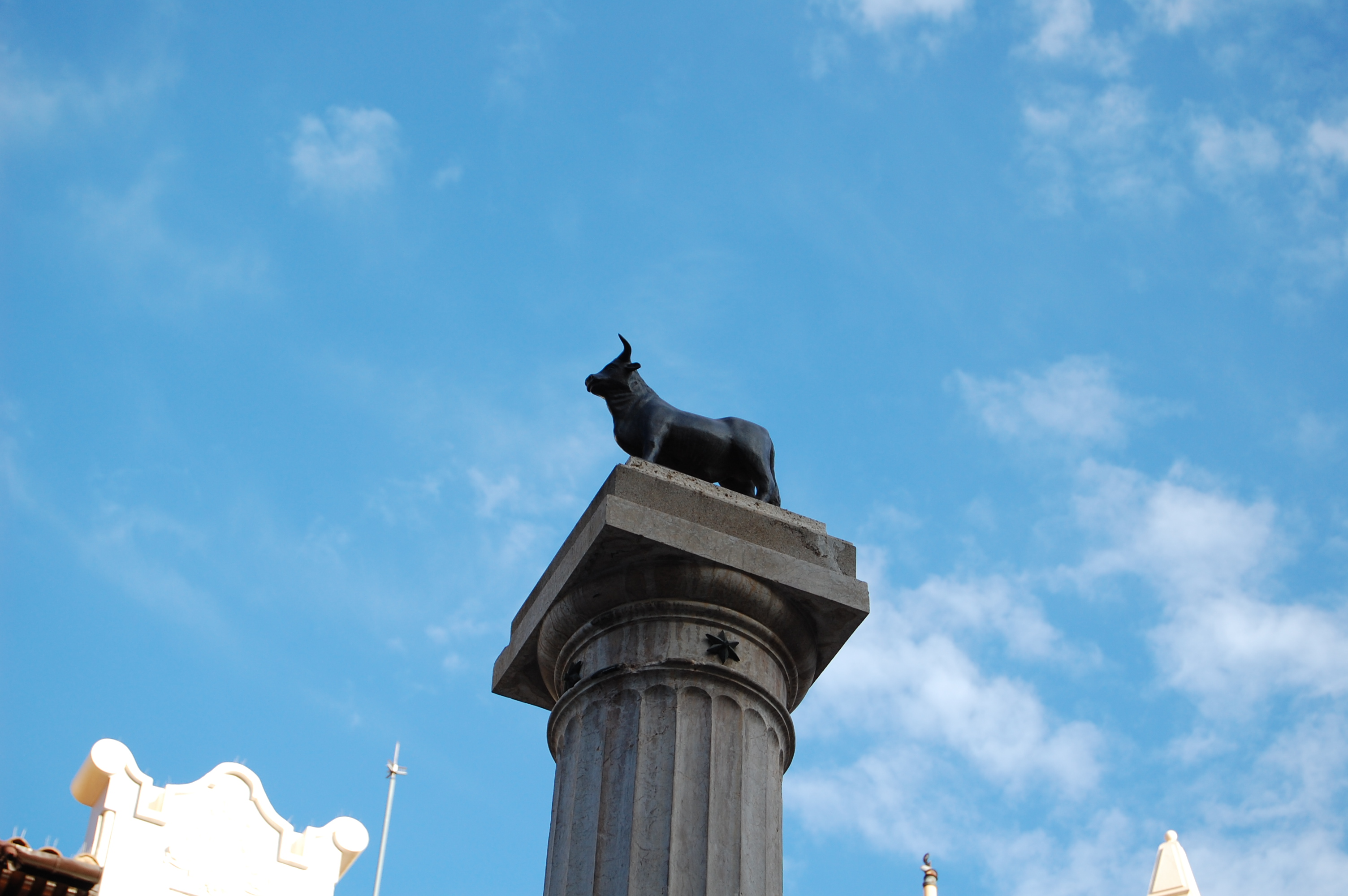
El Torico, a várost jelképező kis bika
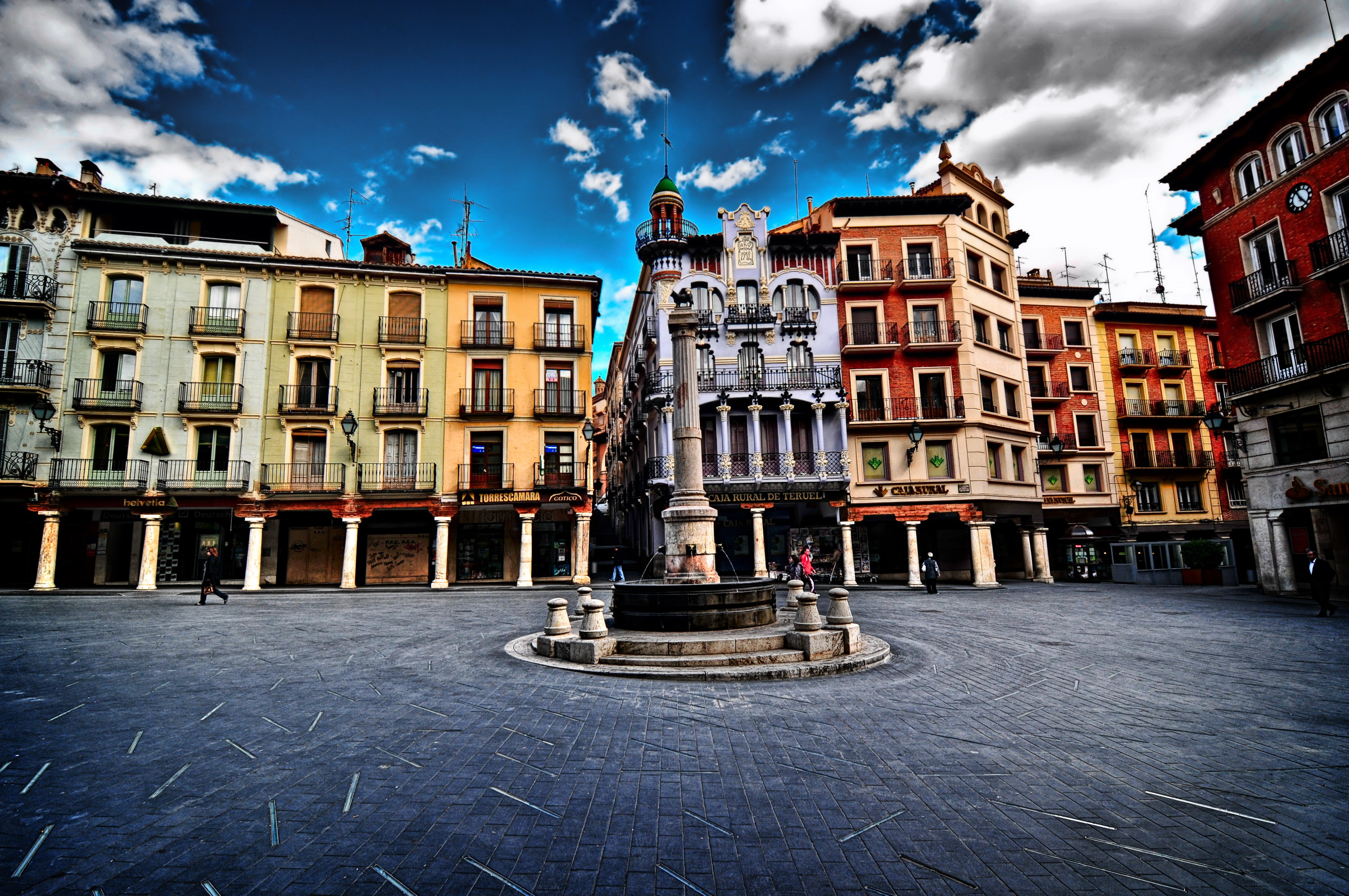
Plaza del Torico, hátul középen az El Torico-ház
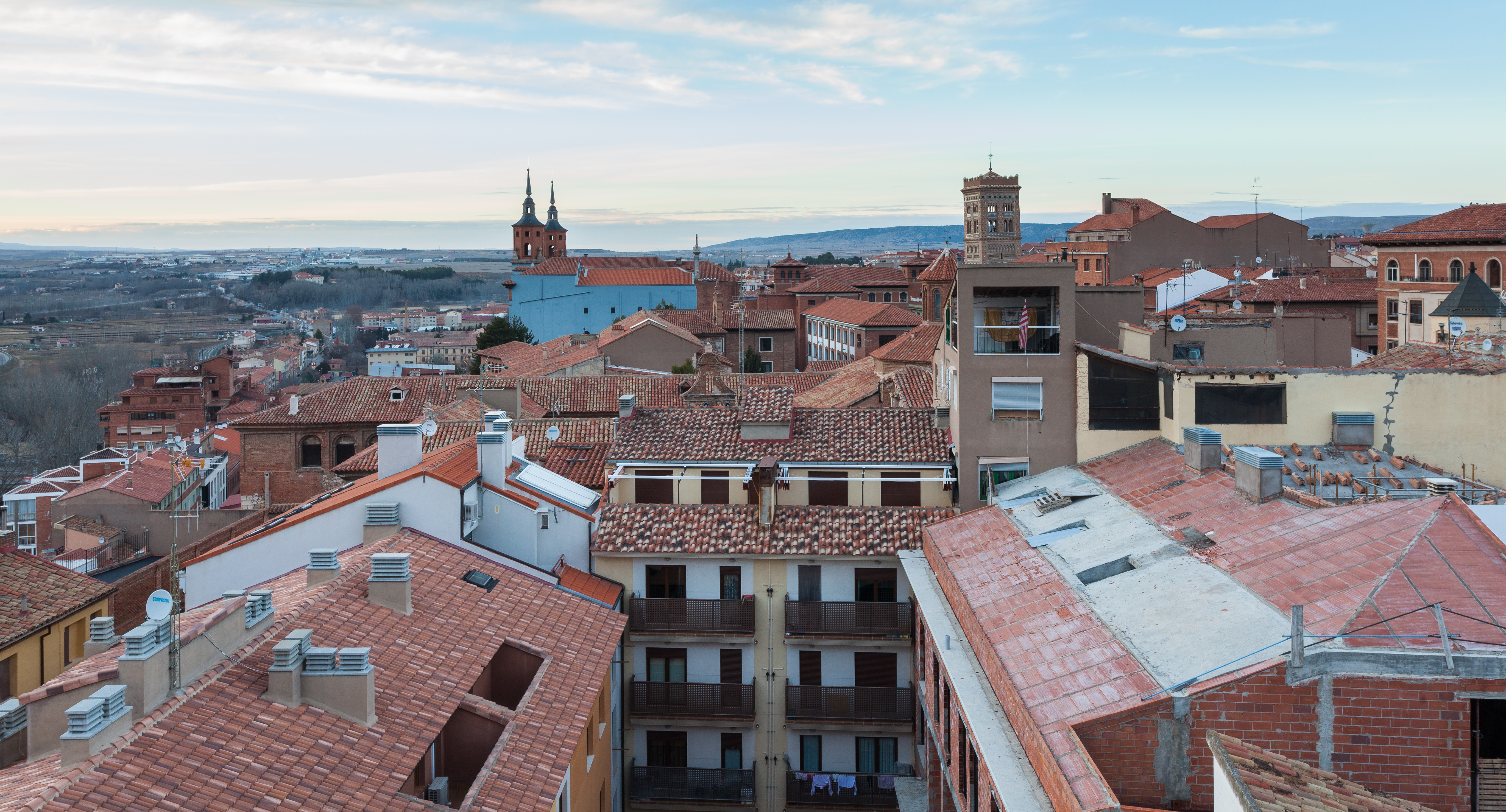
Teruel
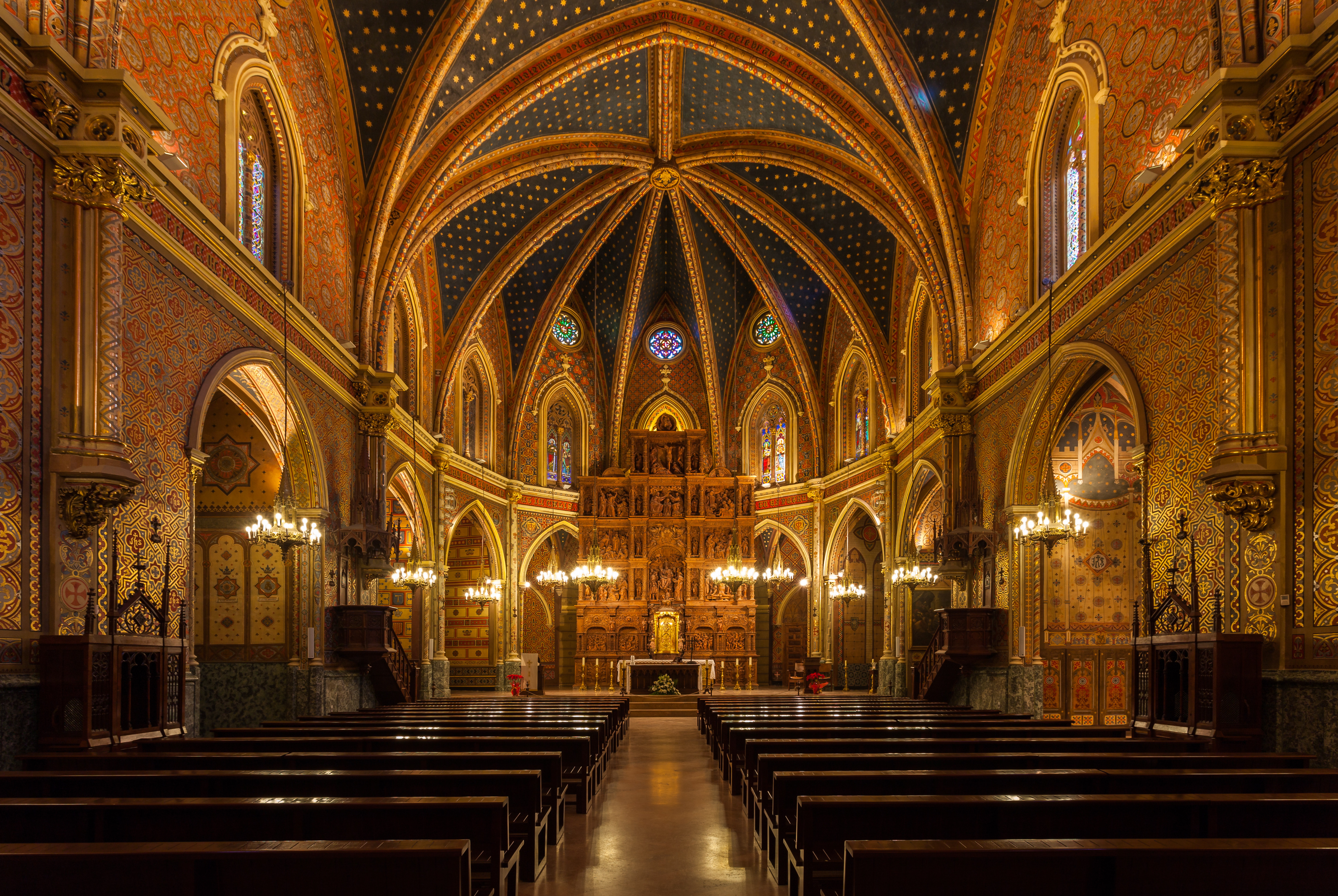
A Szent Péter-templom
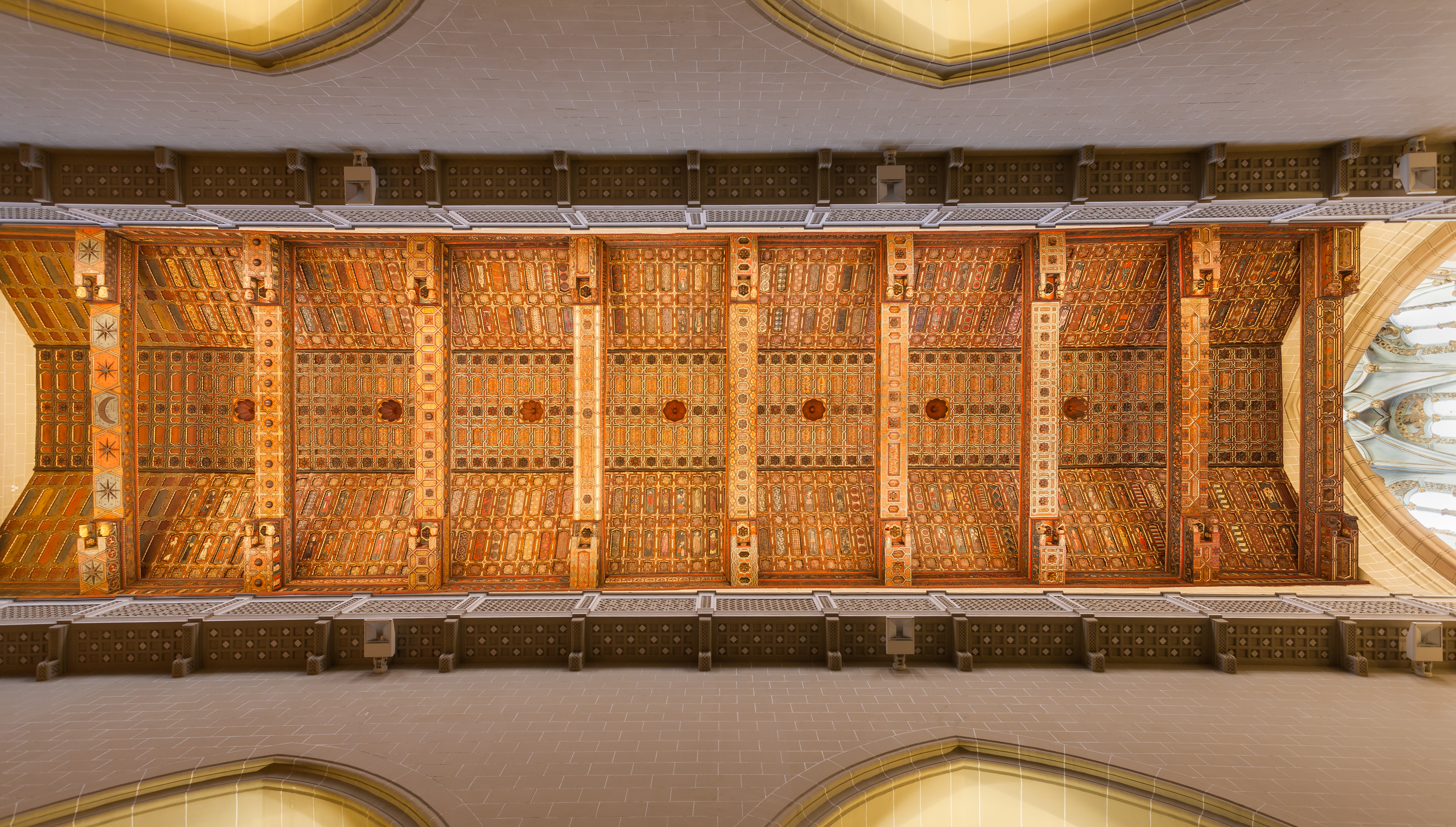
A székesegyház mennyezete

## Népesség
| Lakosok száma | 30 789 | 32 580 | 34 236 | 35 396 | 35 841 | 35 675 | 35 484 | 35 890 | 35 900 | 36 713 |
|               | 2001   | 2004   | 2007   | 2009   | 2012   | 2014   | 2017   | 2019   | 2022   | 2024   |